# NGC 805
NGC 805 je čočková galaxie v souhvězdí Trojúhelníku. Její zdánlivá jasnost je 14,3m a úhlová velikost 1,1′ × 0,7′. Je vzdálená 208 milionů světelných let, průměr má 65 000 světelných let. Galaxii objevil 26. září 1864 Heinrich Louis d’Arrest čočkovým dalekohledem o průměru 27,9 cm.